# John Elskamp
John Wladimir Elskamp (Paramaribo, 11 februari 1962) is een Surinaams schrijver.

## Levensloop
Elskamp werd als zoon van Jules Elskamp en Gisela Parisius geboren. Zijn overgrootmoeder van vaderskant was Maria Lichtveld, een tante van de schrijver Albert Helman, en zijn grootvader van vaderskant was gehuwd met een tante van de politicus Jopie Pengel. Elskamp volgde het Vrije Atheneum en het Instituut voor de Opleiding van Leraren (IOL), maar werd na veel omzwervingen beroepsmilitair.
Elskamp schrijft al sinds zijn middelbareschooltijd en debuteerde met het verhaal Holland heeft ook takroesani dat in 1997 werd opgenomen in de bundel Het merkteken en andere verhalen, en in Mama Sranan: twee eeuwen Surinaamse verhaalkunst (1999) van Michiel van Kempen. In 2005 verscheen het als titelverhaal van een te Paramaribo uitgegeven bundel eigen verhalen van Elskamp. Het jaar daarna verscheen de bundel Holland maakt mensen gek (Holland menai ke pagl kare) en andere verhalen. In december 2007 verscheen de bundel Roodborstje en andere verhalen. In 2008 is de bundel De man die alles verloor en andere verhalen in voorbereiding bij de uitgever en voor 2009 is nog een verhalenbundel gepland. Er zijn van de hand van deze schrijver ook twee romans in voorbereiding.